# Giải vô địch bóng đá thế giới 2018 (Bảng B)
Bảng B của giải vô địch bóng đá thế giới 2018 sẽ diễn ra từ ngày 15 đến ngày 25 tháng 6 năm 2018. Hai đội tuyển hàng đầu sẽ giành quyền vào vòng 16 đội.

## Các đội tuyển
| Vị trí bốc thăm | Đội tuyển   | Liên đoàn | Tư cách vòng loại            | Ngày vượt qua vòng loại | Tham dự chung kết | Tham dự cuối cùng | Thành tích tốt nhất lần trước      | Bảng xếp hạng FIFA | Bảng xếp hạng FIFA |
| Vị trí bốc thăm | Đội tuyển   | Liên đoàn | Tư cách vòng loại            | Ngày vượt qua vòng loại | Tham dự chung kết | Tham dự cuối cùng | Thành tích tốt nhất lần trước      | Tháng 10 năm 2017  | Tháng 6 năm 2018   |
| --------------- | ----------- | --------- | ---------------------------- | ----------------------- | ----------------- | ----------------- | ---------------------------------- | ------------------ | ------------------ |
| B1              | Bồ Đào Nha  | UEFA      | Nhất bảng B khu vực châu Âu  | 10 tháng 10 năm 2017    | 7 lần             | 2014              | Hạng ba (1966)                     | 3                  | 4                  |
| B2              | Tây Ban Nha | UEFA      | Nhất bảng G khu vực châu Âu  | 6 tháng 10 năm 2017     | 15 lần            | 2014              | Vô địch (2010)                     | 8                  | 10                 |
| B3              | Maroc       | CAF       | Nhất bảng C khu vực châu Phi | 11 tháng 11 năm 2017    | 5 lần             | 1998              | Vòng 16 đội (1986)                 | 48                 | 41                 |
| B4              | Iran        | AFC       | Nhất bảng A khu vực châu Á   | 12 tháng 6 năm 2017     | 5 lần             | 2014              | Vòng bảng (1978, 1998, 2006, 2014) | 34                 | 37                 |

Ghi chú
1. ↑  The rankings of October 2017 were used for seeding for the final draw.

## Bảng xếp hạng
| VT | Đội         | ST | T | H | B | BT | BB | HS | Đ | Giành quyền tham dự                     |
| -- | ----------- | -- | - | - | - | -- | -- | -- | - | --------------------------------------- |
| 1  | Tây Ban Nha | 3  | 1 | 2 | 0 | 6  | 5  | +1 | 5 | Giành quyền vào vòng đấu loại trực tiếp |
| 2  | Bồ Đào Nha  | 3  | 1 | 2 | 0 | 5  | 4  | +1 | 5 | Giành quyền vào vòng đấu loại trực tiếp |
| 3  | Iran        | 3  | 1 | 1 | 1 | 2  | 2  | 0  | 4 |                                         |
| 4  | Maroc       | 3  | 0 | 1 | 2 | 2  | 4  | −2 | 1 |                                         |

Trong vòng 16 đội:
- Tây Ban Nha (nhất bảng B) được giành quyền vào thi đấu với Nga (nhì bảng A).
- Bồ Đào Nha (nhì bảng B) được giành quyền vào thi đấu với Uruguay (nhất bảng A).

## Các trận đấu
Tất cả các thời gian được liệt kê là giờ địa phương.

### Maroc v Iran
Hai đội chưa bao giờ gặp nhau trước đây.
Trong suốt hiệp 1 và hầu hết thời gian của hiệp 2, hai đội ăn miếng trả miếng và tỉ số hoà 0-0 được kéo dài đến phút bù giờ cuối cùng của trận đấu. Đường chuyền của Ehsan Hajsafi từ pha đá phạt ở cánh trái khiến Aziz Bouhaddouz vô tình đánh đầu vào lưới nhà. 

Iran đã có trận thắng trận thứ hai tại World Cup (hòa 3 thua 8), đây cũng là trận thắng đầu tiên của họ kể từ khi đánh bại Hoa Kỳ 2–1 vào tháng 6 năm 1998. Iran đã không thực hiện một cú sút nào trong hiệp hai và là đội đầu tiên kể từ năm 1966 ghi được bàn thắng trong một hiệp đấu của World Cup mà không thực hiện một cú sút nào. Iran cũng duy trì chuỗi trận bất bại trước các đội châu Phi tại World Cup, hòa Angola 1 - 1 năm 2006 và Nigeria 0 - 0 năm 2014; trong khi đây cũng là chiến thắng đầu tiên của Iran trước bất kỳ đội Ả Rập nào tại World Cup.
| Maroc | 0 - 1    | Iran                      |
| ----- | -------- | ------------------------- |
|       | Chi tiết | - Bouhaddouz 90+5' (l.n.) |

| Maroc | Iran |

| GK               | 12 | Munir Mohamedi    |     |     |
| CB               | 2  | Achraf Hakimi     |     |     |
| CB               | 5  | Medhi Benatia (c) |     |     |
| CB               | 6  | Romain Saïss      |     |     |
| RM               | 14 | Mbark Boussoufa   |     |     |
| CM               | 7  | Hakim Ziyech      |     |     |
| CM               | 8  | Karim El Ahmadi   | 34' |     |
| LM               | 18 | Amine Harit       |     | 82' |
| RF               | 16 | Nordin Amrabat    |     | 76' |
| CF               | 9  | Ayoub El Kaabi    |     | 77' |
| LF               | 10 | Younès Belhanda   |     |     |
| Vào thay người:  |    |                   |     |     |
| MF               | 21 | Sofyan Amrabat    |     | 76' |
| FW               | 20 | Aziz Bouhaddouz   |     | 77' |
| DF               | 4  | Manuel da Costa   |     | 82' |
| Huấn luyện viên: |    |                   |     |     |
| Hervé Renard     |    |                   |     |     |

| GK               | 1  | Alireza Beiranvand   |       |     |
| CB               | 23 | Ramin Rezaeian       |       |     |
| CB               | 4  | Rouzbeh Cheshmi      |       |     |
| CB               | 8  | Morteza Pouraliganji |       |     |
| RM               | 10 | Karim Ansarifard     | 90+2' |     |
| CM               | 9  | Omid Ebrahimi        |       | 79' |
| CM               | 3  | Ehsan Hajsafi        |       |     |
| LM               | 7  | Masoud Shojaei (c)   | 10'   | 68' |
| RF               | 18 | Alireza Jahanbakhsh  | 47'   | 85' |
| CF               | 20 | Sardar Azmoun        |       |     |
| LF               | 11 | Vahid Amiri          |       |     |
| Vào thay người:  |    |                      |       |     |
| FW               | 17 | Mehdi Taremi         |       | 68' |
| DF               | 19 | Pejman Montazeri     |       | 79' |
| FW               | 14 | Saman Ghoddos        |       | 85' |
| Huấn luyện viên: |    |                      |       |     |
| Carlos Queiroz   |    |                      |       |     |

| Cầu thủ xuất sắc nhất trận: Amine Harit (Maroc) Trợ lý trọng tài: Bahattin Duran (Thổ Nhĩ Kỳ) Tarik Ongun (Thổ Nhĩ Kỳ) Trọng tài thứ tư: Sergei Karasev (Nga) Trọng tài thứ năm: Anton Averianov (Nga) Trợ lý trọng tài video: Felix Zwayer (Đức) Trợ lý trọng tài trợ lý video: Bastian Dankert (Đức) Mark Borsch (Đức) Jair Marrufo (Hoa Kỳ) |

### Bồ Đào Nha v Tây Ban Nha
Hai đội đã gặp nhau trong 35 trận đấu trước đó, bao gồm một trận đấu trong vòng 16 đội của World Cup 2010, Tây Ban Nha đã giành chiến thắng với tỉ số 1–0.
Phút thứ 3, Cristiano Ronaldo bị phạm lỗi trong vòng cấm. Trên chấm 11m, Ronaldo đã không mắc một sai lầm nào để đưa bóng vào lưới. Sau bàn thắng sớm, tuyển Bồ Đào Nha lùi về chơi phòng ngự phản công. Tuy nhiên tới phút 24, Diego Costa đã ghi bàn sau khi lừa bóng qua hàng hậu vệ Bồ Đào Nha. Sau bàn thắng gỡ hoà, Tây Ban Nha chơi hưng phấn và đẩy mạnh tấn công, nhưng lại để thủng lưới trước khi hiệp 1 vì sai lầm của thủ môn David De Gea. Đầu hiệp 2, Tây Ban Nha có được 2 bàn thắng liên tiếp nhờ công của Costa và Nacho. Tuy nhiên, đến cuối trận, Ronaldo đã ghi bàn từ chấm đá phạt, gỡ hoà 3-3 cho Bồ Đào Nha. Cristiano Ronaldo đã trở thành cầu thủ thứ 4 ghi bàn ở 4 kỳ World Cup khác nhau (cùng với Pelé, Uwe Seeler và Miroslav Klose). Đồng thời, anh cũng trở thành cầu thủ lớn tuổi nhất lập hat-trick tại một kỳ World Cup.
| Bồ Đào Nha                     | 3 - 3    | Tây Ban Nha                  |
| ------------------------------ | -------- | ---------------------------- |
| - Ronaldo 4' (ph.đ.), 44', 88' | Chi tiết | - Costa 24', 55' - Nacho 58' |

| Bồ Đào Nha | Tây Ban Nha |

| GK               | 1  | Rui Patrício          |     |     |
| RB               | 21 | Cédric                |     |     |
| CB               | 3  | Pepe                  |     |     |
| CB               | 6  | José Fonte            |     |     |
| LB               | 5  | Raphaël Guerreiro     |     |     |
| CM               | 14 | William Carvalho      |     |     |
| CM               | 8  | João Moutinho         |     |     |
| RW               | 11 | Bernardo Silva        |     | 69' |
| AM               | 17 | Gonçalo Guedes        |     | 80' |
| LW               | 16 | Bruno Fernandes       | 28' | 68' |
| CF               | 7  | Cristiano Ronaldo (c) |     |     |
| Vào thay người:  |    |                       |     |     |
| MF               | 10 | João Mário            |     | 68' |
| FW               | 20 | Ricardo Quaresma      |     | 69' |
| FW               | 9  | André Silva           |     | 80' |
| Huấn luyện viên: |    |                       |     |     |
| Fernando Santos  |    |                       |     |     |

| GK               | 1  | David de Gea     |     |     |
| RB               | 4  | Nacho            |     |     |
| CB               | 3  | Gerard Piqué     |     |     |
| CB               | 15 | Sergio Ramos (c) |     |     |
| LB               | 18 | Jordi Alba       |     |     |
| CM               | 5  | Sergio Busquets  | 17' |     |
| CM               | 8  | Koke             |     |     |
| RW               | 21 | David Silva      |     | 86' |
| AM               | 22 | Isco             |     |     |
| LW               | 6  | Andrés Iniesta   |     | 70' |
| CF               | 19 | Diego Costa      |     | 77' |
| Vào thay người:  |    |                  |     |     |
| MF               | 10 | Thiago           |     | 70' |
| FW               | 17 | Iago Aspas       |     | 77' |
| FW               | 11 | Lucas Vázquez    |     | 86' |
| Huấn luyện viên: |    |                  |     |     |
| Fernando Hierro  |    |                  |     |     |

| Cầu thủ xuất sắc nhất trận: Cristiano Ronaldo (Bồ Đào Nha) Trợ lý trọng tài: Elenito Di Liberatore (Ý) Mauro Tonolini (Ý) Trọng tài thứ tư: Sato Ryuji (Nhật Bản) Trợ lý trọng tài video: Massimiliano Irrati (Ý) Trợ lý trọng tài trợ lý video: Paolo Valeri (Ý) Carlos Astroza (Chile) Daniele Orsato (Ý) |

### Bồ Đào Nha v Maroc
Hai đội đã gặp nhau chỉ có 1 lần trước đây, một trận đấu vòng bảng tại giải vô địch bóng đá thế giới 1986, Maroc đã thắng 3–1.
Phút thứ 4, Cristiano Ronaldo mở tỉ số cho Bồ Đào Nha từ pha đánh đầu cận thành của anh. Đây cũng là bàn thắng duy nhất của trận đấu, khiến Maroc bị loại sớm.
| Bồ Đào Nha   | 1 - 0    | Maroc |
| ------------ | -------- | ----- |
| - Ronaldo 4' | Chi tiết |       |

| Bồ Đào Nha | Maroc |

| GK               | 1  | Rui Patrício          |       |     |
| RB               | 21 | Cédric                |       |     |
| CB               | 3  | Pepe                  |       |     |
| CB               | 6  | José Fonte            |       |     |
| LB               | 5  | Raphaël Guerreiro     |       |     |
| RM               | 11 | Bernardo Silva        |       | 59' |
| CM               | 14 | William Carvalho      |       |     |
| CM               | 8  | João Moutinho         |       | 89' |
| LM               | 10 | João Mário            |       | 70' |
| CF               | 17 | Gonçalo Guedes        |       |     |
| CF               | 7  | Cristiano Ronaldo (c) |       |     |
| Vào thay người:  |    |                       |       |     |
| FW               | 18 | Gelson Martins        |       | 59' |
| MF               | 16 | Bruno Fernandes       |       | 70' |
| MF               | 23 | Adrien Silva          | 90+2' | 89' |
| Huấn luyện viên: |    |                       |       |     |
| Fernando Santos  |    |                       |       |     |

| GK               | 12 | Munir Mohamedi    |     |     |
| RB               | 17 | Nabil Dirar       |     |     |
| CB               | 5  | Medhi Benatia (c) | 40' |     |
| CB               | 4  | Manuel da Costa   |     |     |
| LB               | 2  | Achraf Hakimi     |     |     |
| CM               | 8  | Karim El Ahmadi   |     | 86' |
| CM               | 14 | Mbark Boussoufa   |     |     |
| RW               | 16 | Nordin Amrabat    |     |     |
| AM               | 10 | Younès Belhanda   |     | 75' |
| LW               | 7  | Hakim Ziyech      |     |     |
| CF               | 13 | Khalid Boutaïb    |     | 70' |
| Vào thay người:  |    |                   |     |     |
| FW               | 9  | Ayoub El Kaabi    |     | 70' |
| MF               | 23 | Mehdi Carcela     |     | 75' |
| MF               | 11 | Fayçal Fajr       |     | 86' |
| Huấn luyện viên: |    |                   |     |     |
| Hervé Renard     |    |                   |     |     |

| Cầu thủ xuất sắc nhất trận: Cristiano Ronaldo (Bồ Đào Nha) Trợ lý trọng tài: Joe Fletcher (Canada) Frank Anderson (Hoa Kỳ) Trọng tài thứ tư: Sergei Karasev (Nga) Trọng tài thứ năm: Anton Averianov (Nga) Trợ lý trọng tài video: Felix Zwayer (Đức) Trợ lý trọng tài trợ lý video: Jair Marrufo (Hoa Kỳ) Simon Lount (New Zealand) Bastian Dankert (Đức) |

### Iran v Tây Ban Nha
Hai đội đã chưa bao giờ gặp nhau trước đây.
Trong hiệp 1, không có nhiều tình huống nổi bật, khi tuyển Iran phòng ngự có chiều sâu và làm khó tuyển Tây Ban Nha. Tuy nhiên, tới phút 54, Costa may mắn ghi bàn khi anh xoay xở trong vòng cấm giữa hai hậu vệ rồi kết thúc vào góc gần. Tuyển Iran sau đó đã cố gắng tìm bàn gỡ nhưng không thành công.
| Iran | 0 - 1    | Tây Ban Nha |
| ---- | -------- | ----------- |
|      | Chi tiết | - Costa 54' |

| Iran | Tây Ban Nha |

| GK               | 1  | Alireza Beiranvand   |       |     |
| RB               | 23 | Ramin Rezaeian       |       |     |
| CB               | 19 | Majid Hosseini       |       |     |
| CB               | 8  | Morteza Pouraliganji |       |     |
| LB               | 3  | Ehsan Hajsafi (c)    |       | 69' |
| CM               | 9  | Omid Ebrahimi        | 90+2' |     |
| CM               | 6  | Saeid Ezatolahi      |       |     |
| RW               | 10 | Karim Ansarifard     |       | 74' |
| AM               | 17 | Mehdi Taremi         |       |     |
| LW               | 11 | Vahid Amiri          | 79'   | 86' |
| CF               | 20 | Sardar Azmoun        |       |     |
| Vào thay người:  |    |                      |       |     |
| DF               | 5  | Milad Mohammadi      |       | 69' |
| FW               | 18 | Alireza Jahanbakhsh  |       | 74' |
| FW               | 14 | Saman Ghoddos        |       | 86' |
| Huấn luyện viên: |    |                      |       |     |
| Carlos Queiroz   |    |                      |       |     |

| GK               | 1  | David de Gea     |  |     |
| RB               | 2  | Dani Carvajal    |  |     |
| CB               | 3  | Gerard Piqué     |  |     |
| CB               | 15 | Sergio Ramos (c) |  |     |
| LB               | 18 | Jordi Alba       |  |     |
| CM               | 5  | Sergio Busquets  |  |     |
| CM               | 6  | Andrés Iniesta   |  | 71' |
| RW               | 21 | David Silva      |  |     |
| AM               | 22 | Isco             |  |     |
| LW               | 11 | Lucas Vázquez    |  | 79' |
| CF               | 19 | Diego Costa      |  | 89' |
| Vào thay người:  |    |                  |  |     |
| MF               | 8  | Koke             |  | 71' |
| MF               | 20 | Marco Asensio    |  | 79' |
| FW               | 9  | Rodrigo          |  | 89' |
| Huấn luyện viên: |    |                  |  |     |
| Fernando Hierro  |    |                  |  |     |

| Cầu thủ xuất sắc nhất trận: Diego Costa (Tây Ban Nha) Trợ lý trọng tài: Nicolás Tarán (Uruguay) Mauricio Espinosa (Uruguay) Trọng tài thứ tư: Julio Bascuñán (Chile) Trọng tài thứ năm: Christian Schiemann (Chile) Trợ lý trọng tài video: Mauro Vigliano (Argentina) Trợ lý trọng tài trợ lý video: Wilton Sampaio (Brasil) Alexander Guzmán (Colombia) Massimiliano Irrati (Ý) |

### Iran v Bồ Đào Nha
Hai đội đã gặp nhau chỉ có 1 lần trước đây, một trận vòng bảng tại World Cup 2006, Bồ Đào Nha đã thắng 2–0.

Trong hiệp 1, hàng thủ tuyển Iran thi đấu không tốt và liên tiếp bị Bồ Đào Nha lấn lướt. Đến phút 44, Quaresma lập công khi anh ghi siêu phẩm vẩy má ngoài, giúp Bồ Đào Nha mở tỉ số trước khi hiệp 1 kết thúc. Đầu hiệp 2, Ronaldo bị phạm lỗi trong vòng cấm và Bồ Đào Nha được hưởng phạt đền. Tuy nhiên, Ronaldo đã bỏ lỡ cơ hội có được bàn thắng thứ 5 cho riêng anh khi anh không thể đánh bại thủ môn Beiranvand trên chấm phạt đền. Tới cuối trận, Iran ghi được bàn thắng trên chấm phạt đền nhờ công của Ansarifard. 2 phút sau, Mehdi bứt tốc vào vòng cấm nhưng pha kết thúc của anh lại đi ra ngoài mép lưới.
| Iran                       | 1 - 1    | Bồ Đào Nha     |
| -------------------------- | -------- | -------------- |
| - Ansarifard 90+3' (ph.đ.) | Chi tiết | - Quaresma 45' |

| Iran | Bồ Đào Nha |

| GK               | 1  | Alireza Beiranvand   |     |     |
| RB               | 23 | Ramin Rezaeian       |     |     |
| CB               | 19 | Majid Hosseini       |     |     |
| CB               | 8  | Morteza Pouraliganji |     |     |
| LB               | 3  | Ehsan Hajsafi (c)    | 52' | 56' |
| DM               | 6  | Saeid Ezatolahi      |     | 76' |
| CM               | 18 | Alireza Jahanbakhsh  |     | 70' |
| CM               | 9  | Omid Ebrahimi        |     |     |
| RW               | 17 | Mehdi Taremi         |     |     |
| LW               | 11 | Vahid Amiri          |     |     |
| CF               | 20 | Sardar Azmoun        | 54' |     |
| Vào thay người:  |    |                      |     |     |
| DF               | 5  | Milad Mohammadi      |     | 56' |
| FW               | 14 | Saman Ghoddos        |     | 70' |
| FW               | 10 | Karim Ansarifard     |     | 76' |
| Huấn luyện viên: |    |                      |     |     |
| Carlos Queiroz   |    |                      |     |     |

| GK               | 1  | Rui Patrício          |     |       |
| RB               | 21 | Cédric                |     |       |
| CB               | 3  | Pepe                  |     |       |
| CB               | 6  | José Fonte            |     |       |
| LB               | 5  | Raphaël Guerreiro     | 33' |       |
| RM               | 20 | Ricardo Quaresma      | 64' | 70'   |
| CM               | 14 | William Carvalho      |     |       |
| CM               | 23 | Adrien Silva          |     |       |
| LM               | 10 | João Mário            |     | 84'   |
| CF               | 9  | André Silva           |     | 90+6' |
| CF               | 7  | Cristiano Ronaldo (c) | 83' |       |
| Vào thay người:  |    |                       |     |       |
| MF               | 11 | Bernardo Silva        |     | 70'   |
| MF               | 8  | João Moutinho         |     | 84'   |
| FW               | 17 | Gonçalo Guedes        |     | 90+6' |
| Huấn luyện viên: |    |                       |     |       |
| Fernando Santos  |    |                       |     |       |

| Cầu thủ xuất sắc nhất trận: Ricardo Quaresma (Bồ Đào Nha) Trợ lý trọng tài: Eduardo Cardozo (Paraguay) Juan Zorrilla (Paraguay) Trọng tài thứ tư: Mehdi Abid Charef (Algérie) Trọng tài thứ năm: Anouar Hmila (Tunisia) Trợ lý trọng tài video: Massimiliano Irrati (Ý) Trợ lý trọng tài trợ lý video: Gery Vargas (Bolivia) Hernán Maidana (Argentina) Paolo Valeri (Ý) |

### Tây Ban Nha v Maroc
Hai đội đã gặp nhau 7 lần, lần gần nhất vào năm 1962 tại Đại hội thể thao Địa Trung Hải, Tây Ban Nha thắng 2-1.

Phút thứ 14, Boutaib tận dụng sai lầm của Ramos để dứt điểm tung lưới De Gea. Chỉ 5 phút sau, Isco gỡ hoà cho Tây Ban Nha bằng một pha dứt điểm cận thành. Hai đội chơi ăn miếng trả miếng trong suốt khoảng thời gian còn lại của hiệp 1. Tới phút 62, Isco đánh đầu vào lưới nhưng Saiss đã phá bóng thành công. Sau đó, Pique đánh đầu chệch cột dọc trong tình huống phạt góc tiếp theo. Phút 81, En-Nesyri  tung cú đánh đầu làm thủ môn De Gea chôn chân nhìn bóng lăn vào lưới. Khi chỉ còn 2 phút bù giờ, Aspas đánh gót tung lưới Munir. Sau khi xem xét công nghệ VAR, trọng tài Irmatov đã công nhận bàn thắng của Aspas. Tuyển Tây Ban Nha đứng đầu bảng B, gặp chủ nhà Nga ở vòng 16 đội.
| Tây Ban Nha              | 2 - 2    | Maroc                         |
| ------------------------ | -------- | ----------------------------- |
| - Isco 19' - Aspas 90+1' | Chi tiết | - Boutaïb 14' - En-Nesyri 81' |

| Tây Ban Nha | Maroc |

| GK               | 1  | David de Gea     |  |     |
| RB               | 2  | Dani Carvajal    |  |     |
| CB               | 3  | Gerard Piqué     |  |     |
| CB               | 15 | Sergio Ramos (c) |  |     |
| LB               | 18 | Jordi Alba       |  |     |
| CM               | 5  | Sergio Busquets  |  |     |
| CM               | 10 | Thiago           |  | 74' |
| RW               | 21 | David Silva      |  | 84' |
| AM               | 22 | Isco             |  |     |
| LW               | 6  | Andrés Iniesta   |  |     |
| CF               | 19 | Diego Costa      |  | 74' |
| Vào thay người:  |    |                  |  |     |
| FW               | 17 | Iago Aspas       |  | 74' |
| MF               | 20 | Marco Asensio    |  | 74' |
| FW               | 9  | Rodrigo          |  | 84' |
| Huấn luyện viên: |    |                  |  |     |
| Fernando Hierro  |    |                  |  |     |

| GK               | 12 | Munir Mohamedi      | 88'   |     |
| RB               | 17 | Nabil Dirar         |       |     |
| CB               | 4  | Manuel da Costa     | 31'   |     |
| CB               | 6  | Romain Saïss        |       |     |
| LB               | 2  | Achraf Hakimi       | 90+3' |     |
| CM               | 8  | Karim El Ahmadi     | 21'   |     |
| CM               | 14 | Mbark Boussoufa (c) | 31'   |     |
| RW               | 16 | Nordin Amrabat      | 29'   |     |
| AM               | 10 | Younès Belhanda     |       | 63' |
| LW               | 7  | Hakim Ziyech        |       | 85' |
| CF               | 13 | Khalid Boutaïb      |       | 72' |
| Vào thay người:  |    |                     |       |     |
| MF               | 11 | Fayçal Fajr         |       | 63' |
| FW               | 19 | Youssef En-Nesyri   |       | 72' |
| FW               | 20 | Aziz Bouhaddouz     |       | 85' |
| Huấn luyện viên: |    |                     |       |     |
| Hervé Renard     |    |                     |       |     |

| Cầu thủ xuất sắc nhất trận: Isco (Tây Ban Nha) Trợ lý trọng tài: Abdukhamidullo Rasulov (Uzbekistan) Jakhongir Saidov (Uzbekistan) Trọng tài thứ tư: Mohammed Abdulla Hassan Mohamed (UAE) Trọng tài thứ năm: Mohamed Al Hammadi (UAE) Trợ lý trọng tài video: Felix Zwayer (Đức) Trợ lý trọng tài trợ lý video: Bastian Dankert (Đức) Mark Borsch (Đức) Danny Makkelie (Hà Lan) |

## Kỷ luật
Các điểm giải phong cách, được sử dụng là các tiêu chí nếu tổng thể và kỷ lục đối đầu đối của đội tuyển vẫn được tỷ số hòa, được tính dựa trên các thẻ vàng và thẻ đỏ nhận được trong tất cả các trận đấu của bảng như sau:
- thẻ vàng đầu tiên: trừ 1 điểm;
- thẻ đỏ gián tiếp (thẻ vàng thứ hai): trừ 3 điểm;
- thẻ đỏ trực tiếp: trừ 4 điểm;
- thẻ vàng và thẻ đỏ trực tiếp: trừ 5 điểm;

Chỉ có một trong các khoản khấu trừ ở trên sẽ được áp dụng cho một cầu thủ trong một trận đấu duy nhất.
| Đội tuyển   | Trận 1   | Trận 1                                    | Trận 1 | Trận 1            | Trận 2   | Trận 2                                    | Trận 2 | Trận 2            | Trận 3   | Trận 3                                    | Trận 3 | Trận 3            | Điểm |
| Đội tuyển   | Thẻ vàng | Thẻ vàng · Thẻ vàng-đỏ (thẻ đỏ gián tiếp) | Thẻ đỏ | Thẻ vàng · Thẻ đỏ | Thẻ vàng | Thẻ vàng · Thẻ vàng-đỏ (thẻ đỏ gián tiếp) | Thẻ đỏ | Thẻ vàng · Thẻ đỏ | Thẻ vàng | Thẻ vàng · Thẻ vàng-đỏ (thẻ đỏ gián tiếp) | Thẻ đỏ | Thẻ vàng · Thẻ đỏ | Điểm |
| ----------- | -------- | ----------------------------------------- | ------ | ----------------- | -------- | ----------------------------------------- | ------ | ----------------- | -------- | ----------------------------------------- | ------ | ----------------- | ---- |
| Tây Ban Nha | 1        |                                           |        |                   |          |                                           |        |                   |          |                                           |        |                   | −1   |
| Bồ Đào Nha  | 1        |                                           |        |                   | 1        |                                           |        |                   | 4        |                                           |        |                   | −6   |
| Iran        | 3        |                                           |        |                   | 2        |                                           |        |                   | 2        |                                           |        |                   | −7   |
| Maroc       | 1        |                                           |        |                   | 1        |                                           |        |                   | 6        |                                           |        |                   | −8   |